# Oana Solomon

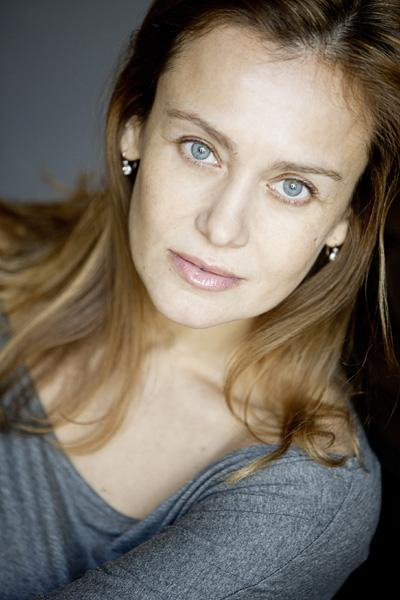
Oana Solomon (2013)

Oana Solomon, eigentlich Oana Solomonescu, (* 27. Dezember 1966 in Bukarest, Rumänien) ist eine deutsche Schauspielerin rumänischer Herkunft.

## Leben
Oana Solomonescu kam mit 17 Jahren nach Deutschland. Sie machte ihr Abitur in Frankfurt am Main. Von 1987 bis 1990 absolvierte sie eine Schauspielausbildung am Konservatorium der Stadt Wien. Währenddessen gehörte sie als Elevin zum Wiener Kreis des Regisseurs George Tabori.
Erste Engagements bekam sie noch während ihrer Ausbildung im Theater der Jugend Wien und Ensemble Theater Wien. Nach dem Diplom 1990 spielte Solomonescu am Theater in der Josefstadt und wurde 1991 von Jürgen Flimm ans Hamburger Thalia Theater engagiert. Dort arbeitete sie unter anderem mit den Regisseuren Robert Wilson (Alice), Werner Schroeter (Marianne), Ruth Berghaus (Die heilige Johanna der Schlachthöfe), George Tabori (Delirium), Dimiter Gotscheff (Strassenecke), Cesare Lievi (Die Riesen vom Berge) und Nikolai Sykosch (Kabale und Liebe, Weihnachten bei Ivanows).
1997 verließ Solomonescu das Ensemble des Thalia Theaters, um sich verstärkt Film- und Fernsehrollen zu widmen. Sie drehte (seit 2000 unter dem Namen Oana Solomon) unter anderem folgende Kinofilme: Follow Me (Regie: Maria Knilli), Malina (1991), Der Kopf des Mohren (Regie Paulus Manker), Bunte Hunde (1995), Die Schuld der Liebe (Regie Andreas Gruber) und Zoom (Regie Otto Alexander Jahrreiss).
Im Fernsehen war sie unter anderem in Tatort, Die Cleveren, SK Kölsch, Stahlnetz, Der Ermittler, Ein starkes Team und Großstadtrevier zu sehen. Außerdem spielte sie in zahlreichen Fernsehfilmen mit, so in Der gute Merbach (Regie: Matti Geschonneck), Quartett zu fünft (Regie Roland Gräf), Der kleine Unterschied (Regie Thomas Bohn), Herzbeben (Regie Thomas Jahn) und Lautlose Schritte (Regie Christian von Castelberg).
2010 spielte Solomon in dem Mehrteiler Im Angesicht des Verbrechens von Dominik Graf, der den Deutschen Fernsehpreis gewann. Ihre Theaterengagements waren zuletzt in folgenden Häusern: Deutsches Schauspielhaus, Düsseldorfer Schauspielhaus, Kampnagel Hamburg, Hebbel am Ufer (HAU) Berlin, Sophiensaele Berlin, Salzburger Festspiele, Ruhrfestspiele Recklinghausen, Ruhrtriennale. Von 2005 bis 2011 arbeitete sie kontinuierlich mit der Regisseurin Angela Richter zusammen. Seit 2012 arbeitet sie vornehmlich mit Luk Perceval. Mit dessen Inszenierung Front, einer internationalen Gastspielproduktion, die in Kooperation zwischen Thalia Theater in Hamburg und dem NT Gent (Belgien) entstand, tourte sie zwischen 2014 und 2016 in über 20 europäischen Städten sowie in China. 
2017 spielte sie an der Vlaamse Opera in Antwerpen und Gent in der Uraufführung der Oper Infinite Now von Chaya Czernowin, wieder in der Regie von Luk Perceval. Die Inszenierung wurde in der Kritikerumfrage der Zeitschrift Opernwelt zur Uraufführung des Jahres 2017 gewählt. Im Jahr 2022 spielte sie die neu konzipierte Rolle der Astarte in der Oper Der Vampyr von Heinrich Marschner an der Staatsoper Hannover in der Regie von Ersan Mondtag.
Seit 2019 ist sie Gast am Thalia Theater in Hamburg und hat dort zwei eigene Theaterabende realisiert: den Kate-Bush/Peter-Gabriel-Abend "50 Worte für Schnee" zusammen mit Bernd Grawert (2020) sowie über die Sängerin Dalida, "Ciao Amore" in der Regie von Elsa-Sophie Jach (2023). 2021/22 war sie Gast am Wiener Theater Werk X. In Sasha Marianna Salzmanns Erfolgsstück "Im Menschen muss alles herrlich sein" am Thalia Theater (Regie: Hakan Savaş Mican) spielt sie seit 2022 die Rolle der Tatjana.
Oana Solomon hat eine Tochter und lebt in Hamburg.

## Filmografie
- 1989: Follow me, Regie: Maria Knilli (Kinofilm)
- 1991: Malina, Regie: Werner Schroeter (Kinofilm)
- 1994: Der gute Merbach, Regie: Matti Geschonneck (Fernsehfilm)
- 1995: Der Kopf des Mohren, Regie: Paulus Manker (Kinofilm)
- 1995: Quartett zu fünft, Regie: Roland Gräf (Fernsehfilm)
- 1995: Bunte Hunde, Regie: Lars Becker (Kinofilm)
- 1996: Kommissar Rex – Unter Hypnose (Fernsehserie)
- 1996: Lautlose Schritte, Regie: Christian von Castelberg (Fernsehfilm)
- 1996: Frauen morden leichter, Regie: Thorsten Näter (Fernsehserie)
- 1997: Der kleine Unterschied, Regie: Thomas Bohn (Fernsehfilm)
- 1997: Die Schuld der Liebe, Regie: Andreas Gruber (Kinofilm)
- 1998: Herzbeben, Regie: Thomas Jahn (Fernsehfilm)
- 1998–1999: Für alle Fälle Stefanie (Fernsehserie, 7 Folgen)
- 1999: Ein starkes Team – Braunauge, Regie: Jakob Schäuffelen (Fernsehserie)
- 1999: Die Todesfahrt der MS SeaStar, Regie: Marc von Seydlitz (Fernsehfilm)
- 1999: Stahlnetz – Die Zeugin, Regie: Thomas Bohn (Fernsehserie)
- 2000: Tatort – Kleine Diebe, Regie: Vivian Naefe
- 2000: Zoom, Regie: Otto Alexander Jahrreiss (Kinofilm)
- 2001–2006: Die Cleveren (Fernsehserie, 2 Folgen), Regie: Axel de Roche, Regie: Christine Hartmann
- 2002: Rotlicht – Die Stunde des Jägers, Regie: Sigi Rothemund (Fernsehfilm)
- 2003: SK Kölsch – Köln-Düsseldorfer, Regie: Axel de Roche (Fernsehserie)
- 2003: Tatort – Harte Hunde, Regie: Thomas Bohn
- 2005–2015: Großstadtrevier (Fernsehserie, 9 Folgen), Regie: Lars Jessen, Christoph Stark, Torsten Wacker, Tom Zenker, Jan Ruzicka
- 2005: Der Ermittler – Zahltag, Regie: Peter Fratzscher (Fernsehserie)
- 2006: Die Wache (Fernsehserie, 3 Folgen)
- 2006, 2016: In aller Freundschaft (Fernsehserie, 2 Folgen)
- 2006: KAZ, Regie: Ashley Horner (Kinofilm)
- 2006: Pariul – Die Wette, Regie: Ana-Felicia Scutelnicu (Kurzfilm)
- 2008: Herrn Kukas Empfehlungen, Regie: Dariusz Gajewski (Kinofilm)
- 2009: Das Echo der Schuld, Regie: Marcus H. Rosenmüller (Fernsehfilm)
- 2009, 2013: Die Pfefferkörner (Fernsehserie, 2 Folgen)
- 2010: Ein Song für den Mörder, Regie: Lars Jessen (Fernsehfilm)
- 2010: Im Angesicht des Verbrechens, Regie: Dominik Graf (Fernsehserie, 3 Folgen)
- 2011: Biester müssen sterben, Regie: Ingo Heise (Kinofilm)
- 2011: Notruf Hafenkante – Blackout, Regie: Oren Schmuckler (Fernsehserie)
- 2012: Leg ihn um!, Regie: Jan Georg Schütte (Kinofilm)
- 2013: SOKO Wismar – Lockvogel, Regie: Hans-Christoph Blumenberg (Fernsehserie)
- 2013: Münchhausen – Eine wahre Geschichte, Regie: Kai Christiansen (Fernsehfilm)
- 2013: Unter anderen Umständen – Der Mörder unter uns, Regie: Judith Kennel (Fernsehreihe)
- 2013: Kommissarin Lucas – Lovergirl, Regie: Stefan Kornatz (Fernsehreihe)
- 2014: Akte Ex – Drei sind einer zuviel, Regie: Thomas Jahn (Fernsehserie)
- 2014: Tatort – Frühstück für immer, Regie: Claudia Garde
- 2014: Die Zeit mit Euch, Regie: Stefan Krohmer (Fernsehfilm)
- 2015: Gruber geht, Regie: Marie Kreutzer (Kinofilm)
- 2016: Mikelis, Regie: Marc Bethke (Kurzfilm)
- 2016: In aller Freundschaft – Gravitation, Regie: Heidi Kranz (Fernsehserie)
- 2016: Tatort – Klingelingeling, Regie: Markus Imboden
- 2017: Alles zu seiner Zeit / Totul la timpul lui, Regie: Alex Negret (Kurzfilm)
- 2018: Das grüne Leuchten, Regie: Lukas Vögler (Kurzfilm)
- 2019: Tatort – Querschläger, Regie: Stephan Rick
- 2019: Gipsy Queen, Regie: Hüseyin Tabak (Kinofilm)
- 2019: Aus dem Tagebuch eines Uber-Fahrers, Regie: Julian Pörsken (Fernsehserie)
- 2019: Schneegänger, Regie: Josef Rusnak (Fernsehfilm)
- 2021: Solo für Weiss – Das letzte Opfer Regie: Esther Bialas (Fernsehreihe)
- 2021: Waldgericht – Ein Schwarzwaldkrimi, Regie: Marcus O. Rosenmüller (Fernsehreihe)
- 2022: Der Vampyr, Regie: Ersan Mondtag, Live-Regie: Bernhard Fleischer (Opernaufzeichnung)
- 2024: Kundschafter/innen des Friedens, Regie: Robert Thalheim (Kinofilm)
- 2025: Fleisch, Regie: Eike Weinreich (Fernsehspielfilm)